# Serrat del Magí
El Serrat del Magí és un serrat del municipi de Castell de Mur, al Pallars Jussà, dins del terme antic de Mur. És en territori de Vilamolat de Mur.
Té el punt més elevat i occidental a Casa Josep, des d'on davalla cap a l'est-sud-est, al nord de Vilamolat de Mur. En el seu vessant nord-occidental hi ha la Costa, en el meridional els Mallols de Josep i en el septentrional, l'Alzina del Magí. Es formen en aquest serrat la llau del Boix i la llau de la Vinya del Serrat, que en surten cap al nord, la llau de Sant Miquel, cap al nord-est, i la llau dels Mallols, cap a llevant.